# 高橋卓志
高橋 卓志（たかはし たくし、1948年12月4日 - ）は、日本の臨済宗の僧侶、神宮寺住職(1974-2018)。

## 来歴
長野県東筑摩郡本郷村（現松本市）生まれ。長野県松本深志高等学校を経て、龍谷大学文学部を卒業。同大学院東洋史学研究科中退。
海清寺専門道場で修行し、山田無文老師に従って、太平洋戦争の南方戦地跡での戦没者遺骨収集事業に携わる。
その後、1976年に神宮寺に入る。1981年、筑摩工芸研究所、1991年、日本チェルノブイリ連帯基金の設立に参加。1991年から1997年にかけて、チェルノブイリで医療支援活動を行う。
2018年5月、神宮寺を離れ、フリーランスの僧侶として活動する。
長野県NPOセンター代表、ライフデザインセンター代表、ケアタウン浅間温泉代表理事、アクセス21代表。龍谷大学社会学部および大学院客員教授。

## 著書
- 『チェルノブイリの子どもたち』（岩波ブックレット、1993年）
- 『死にぎわのわがまま』（現代書館、1996年）
- 『現代いのちの用語辞典 あなたのいのちと向き合うために』（水書坊、2003年）
- 『奔僧記 知らぬが仏じゃいられない!』（信濃毎日新聞社、2008年）
- 『寺よ、変われ』（岩波新書、2009年）
- 『さよなら、仏教』（亜紀書房、2018年）

## 共著
- 『インフォームドチョイス 成熟した死の選択』（鎌田實共著、医歯薬出版、1997年）
  - 『生き方のコツ死に方の選択』（集英社文庫）
- 『ホスピス最期の輝きのために Choice is yours』（内藤いづみ・鎌田實共著、オフィス・エム、1997年）

## 出演
- NHK総合『プロフェッショナル 仕事の流儀』- 第378回 生老病死、四苦に立ち向かう（2018年12月17日放送）

## 参考
- 奔僧記―知らぬが仏じゃいられない! - 紀伊国屋書店BookWeb
- 高橋卓志オフィシャルサイト
- 上田紀行『がんばれ仏教!』（NHK出版、2004年）